# Jeremy Sheffield
Jeremy Sheffield es un actor y exbailarín de ballet profesional británico, más conocido por haber interpretado a Alex Adams en la serie Holby City, a Sullivan en Murder in Suburbia y a Patrick Blake en la serie Hollyoaks.

## Biografía
Es hijo de Barry Sheffield y Brenda Dare-Sheffield, tiene un hermano mayor.

## Carrera
Antes de convertirse en actor Jeremy fue bailarín de ballet para el Royal Ballet de Covent Garden. Como bailarín apareció en el video del famoso grupo Queen: "I Want To Break Free". Sin embargo su carrera como bailarín terminó cuando tenía 27 años luego de que sufriera un dedo roto y un ligamento desgarrado.
En 1997 obtuvo el papel secundario de Boris en la película Anna Karenina.
En 2000 se unió al elenco principal de la serie médica Holby City, donde interpretó al cirujano cardiotorácico Alex Adams hasta 2003. En 2004 apareció en la película británica de terror Creep, donde interpretó a Guy. Ese mismo año apareció en la serie Murder in Suburbia, donde interpretó al detective inspector de la policía Sullivan hasta 2005. En 2005 se unió al elenco de la película The Wedding Date, donde interpretó a Jeffrey. En 2006 interpretó al británico en el anuncio de Renault Clio's: France vs Britain. Ese mismo año viajó a Sudáfrica para participar en el reality show "Safari School", donde quedó en segundo lugar. Ese mismo año se unió a la serie Bombshell, donde dio vida al mayor Nicholas Welling, y en Green Wing, donde interpretó a Jeremy. En 2007 volvió a aparecer en un spot de Jordan Scott llamado "More Va Va Voom", donde interpretó a Ben. En 2008 apareció en la película romántica Last Chance Harvey, donde dio vida a Matt, y en la película de horror The Children, donde interpretó a Robbie.
En enero de 2010 se unió al elenco que participó en el programa de patinaje Dancing on Ice, su pareja fue la patinadora profesional Susie Lipanova, con quien quedó en el duodécimo lugar. Ese mismo año interpretó a Michael en la película de baile StreetDance 3D. El 16 de diciembre de 2011, apareció como personaje recurrente en la popular serie británica Coronation Street, donde interpretó al gerente de hotel Danny Stratton hasta el 23 de enero de 2012. El 21 de noviembre de 2012 se unió al elenco de la serie británica Hollyoaks, donde interpretó al siniestro director Patrick Blake hasta el 5 de enero de 2016.

## Filmografía

### Series de televisión
| Año         | Título             | Personaje              | Notas                        |
| ----------- | ------------------ | ---------------------- | ---------------------------- |
| 2012 - 2016 | Hollyoaks          | Patrick Blake          | 307 episodios                |
| 2014        | Tom's Life         | Patrick Blake          | 3 episodios - miniserie      |
| 2011 - 2012 | Coronation Street  | Danny Stratton         | 10 episodios                 |
| 2009        | Personal Affairs   | Dr. Richard Palmer     | 3 episodios                  |
| 2008        | Hotel Babylon      | Adam Price             | 2 episodios                  |
| 2007        | New Tricks         | Chris Parr             | episodio "Father's Pride"    |
| 2006        | Blue Murder        | Paul Cochran           | episodio "In Deep"           |
| 2006        | Bombshell          | Mayor Nicholas Welling | 7 episodios                  |
| 2006        | Green Wing         | Jeremy                 | episodio "Christmas Special" |
| 2004 - 2005 | Murder in Suburbia | Det. Sullivan          | 11 episodios                 |
| 2000 - 2003 | Holby City         | Dr. Alex Adams         | 70 episodios                 |
| 2003        | Grease Monkeys     | Mark Miller            | episodio "Last Man Standing" |
| 2003        | The Afternoon Play | Tom Rourke             | episodio "Coming Up for Air" |
| 2002        | Linda Green        | Stan Peterson          | episodio "Blind Date"        |
| 1998        | Merlín             | Lancelot               | miniserie                    |
| 1995        | The Governor       | Doctor Thomas          | 6 episodios                  |
| 1991        | Dark Season        | Guardia                | episodio # 1.4               |

### Películas
| Año  | Título               | Personaje        | Notas                                                                                    |
| ---- | -------------------- | ---------------- | ---------------------------------------------------------------------------------------- |
| 2011 | The Power of Three   | Estrella de Cine | junto a Toyah Willcox, Brümilda van Rensburg, Robin Craig y Margaret Nolan               |
| 2010 | StreetDance 3D       | Michael          | junto a Nichola Burley, Richard Winsor, Ukweli Roach y Frank Harper                      |
| 2010 | The Long Lonely Walk | JD               | corto - junto a Callum Francis, Kirsty Hickey, Nitin Kundra y Christian Lees             |
| 2008 | The Children         | Robbie           | junto a Eva Birthistle, Stephen Campbell Moore, Rachel Shelley y Hannah Tointon          |
| 2008 | Last Chance Harvey   | Matt             | junto a Dustin Hoffman, Emma Thompson, Eileen Atkins, Kathy Baker y Liane Balaban        |
| 2008 | Miss Conception      | James            | junto a Heather Graham, Mia Kirshner, Tom Ellis y Ruta Gedmintas                         |
| 2005 | The Wedding Date     | Jeffrey          | junto a Debra Messing, Dermot Mulroney, Amy Adams, Jack Davenport y Sarah Parish         |
| 2004 | The Confidence Trick | Walter           | corto - junto a Daniel Lapaine y Tove Hellkvist                                          |
| 2004 | Creep                | Guy              | junto a Franka Potente, Grant Ibbs, Joe Anderson, Sean Harris e Ian Duncan               |
| 2003 | Hearts of Gold       | Dr. Andrew John  | junto a Kate Jarman, Geraldine James, David Troughton, Judy Parfitt y David Warner       |
| 1998 | Her Own Rules        | Lucas Kent       | junto a Melissa Gilbert, Lorraine Pilkington, Ginny Holder y Dorian Healy                |
| 1997 | Anna Karenina        | Boris            | junto a Sophie Marceau, Sean Bean, Alfred Molina, Mia Kirshner, James Fox y Danny Huston |
| 1995 | Safe Haven           | Sean             | junto a Allie Byrne, Miranda Pleasence y Donald Pleasence                                |

### Videos musicales
| Año  | Artista/Grupo     | Canción                | Notas                              |
| ---- | ----------------- | ---------------------- | ---------------------------------- |
| 1997 | Natalie Imbruglia | "Torn"                 | interpretó al novio de la cantante |
| 1984 | Queen             | "I Want to Break Free" | apareció como bailarín             |

### Apariciones
| Año  | Programa       | Notas                     |
| ---- | -------------- | ------------------------- |
| 2010 | Dancing on Ice | 8 episodios - concursante |
| 2006 | Safari School  | concursante               |
| 2001 | Holiday        | -                         |

### Bailarín de ballet
| Año  | Título                    | Presentación      | Notas                                                                               |
| ---- | ------------------------- | ----------------- | ----------------------------------------------------------------------------------- |
| 1990 | The Prince of the Pagodas | Royal Opera House | junto a Robert Hill, Deborah Bull, Fiona Chadwick y David Drew                      |
| 1989 | Cinderella                | Royal Opera House | junto a Nicola Roberts, Mark Silver, Michael Coleman, Derek Rencher y David Drew    |
| 1985 | Ballet Imperial           | Royal Opera House | junto a Pippa Wylde, Jonathan Cope y Lesley Collier                                 |
| 1985 | L'Invitation Au Voyage    | Royal Opera House | junto a Fiona Chadwick, Derek Deane y Deborah Bull                                  |
| 1985 | The Firebird              | Royal Opera House | junto a Julian Hosking, Sandra Conley, Alessandra Ferri, Bruce Sansom y David Drew  |
| 1983 | The Swan of Tuonela       | Congress Theatre  | junto a Jennifer Mills, Carl Myers, Sherilyn Kennedy, Stephen Wicks y Desmond Kelly |

### Teatro
| Año  | Obra                 | Personaje | Director (a) | Teatro              | Notas                                                                            |
| ---- | -------------------- | --------- | ------------ | ------------------- | -------------------------------------------------------------------------------- |
| 1996 | The One You Love     | -         | -            | Royal Court Theatre | -                                                                                |
| 1996 | Troilus and Cressida | Patroclus | Ian Judge    | -                   | junto a Joseph Fiennes, Paul Ritter, Colin Farrell, Richard Dillane y Ray Fearon |

## Premios y nominaciones
| Año  | Categoría                      | Premio             | Serie     | Resultado |
| ---- | ------------------------------ | ------------------ | --------- | --------- |
| 2016 | Best Male Dramatic Performance | British Soap Award | Hollyoaks | Nominado  |
| 2014 | Best Actor                     | British Soap Award | Hollyoaks | Nominado  |